# Filecoin
Filecoin (⨎) és un projecte de codi obert, públic, moneda digital i sistema de pagament digital destinat a ser una xarxa blockchain basada en emmagatzematge digital cooperatiu i mètode de recuperació de dades. Treballa mitjançant Protocol Labs i està construit sobre un sistema InterPlanetary File System, cosa que permet als usuaris llogar espai no utilitzat del disc dur. Per registrar les ofertes s'utilitza un mecanisme blockchain
El projecte es va llançar l'agost del 2017 i va recaptar més de 200 milions de dòlars en 30 minuts.